# Aboubakr Jamaï
Aboubakr (o Boubker) Jamaï (àrab: أبوبكر الجامعي, Abū Bakr al-Jāmaʿī) (Rabat, Marroc, 1968) és un banquer i periodista marroquí, editor dels diaris Le Journal Hebdomadaire i Assahifa al-Ousbouiya. En 2003 fou guardonat amb el Premi Internacional de llibertat de Premsa del Comitè per la Protecció de Periodistes.

## Antecedents
El pare de Jamaï, Khalid Jamaï, era un conegut periodista que sovint es van enfrontar amb el rei Hassan II i fou empresonat i torturat el 1973.
Aboubakr Jamaï va rebre un MBA de la Universitat d'Oxford i va començar la seva pròpia carrera en la indústria financera. En 1993 va cofundar Upline Securities, primer banc d'inversions independent del Marroc. També es va unir a la Secretaria Executiva de la Cimera Econòmica de l'Orient Mitjà i el Nord d'Àfrica com a assessor financer el 1996.
En 1997, als 29 anys, es va dedicar al periodisme financer, ajudant a fundar Le Journal Hebdomadaire, un diari de negocis en francès amb base a Casablanca. Jamaï tenia com a model el diari espanyol El País a causa de la forma en què havia començat com a setmanari sota la dicdatura de Francisco Franco abans d'esdevenir un conglomerat de mitjans.
La circulació de la publicació inicialment era petita, del primer número només se'n van vendre 3.000 còpies, sobretot a un públic d'empresaris. No obstant això, la revista aviat va créixer gràcies al boca a boca, va atraure un públic no empresarial i més anunciants. En 1998 Jamaï va cofundar la publicació germana en àrab Assahifa al-Ousbouiya, dissenyat per atraure una audiència més àmplia.

## Conflicte amb el govern de Mohammed VI
El 23 de juliol de 1999 Hassan II va morir, i el seu fill Mohammed VI el va succeir en el tron, augmentant les esperances d'una reforma democràtica. Els diaris de Jamaï aviat es va convertir en crítics del regnat de Mohamed, particularment per la seva lentitud en la transformació del Marroc en un democràcia constitucional. Com a resultat de les editorials crítiques dels diaris, els impressors marroquins aviat es va negar a fer negocis amb ells, forçant Jamaï a imprimir a França i pagar enormes costos de transport.
En abril de 2000 Le Journal va publicar una entrevista amb Mohamed Abdelaziz, líder del Front Polisario i president de la República Àrab Sahrauí Democràtica. El Ministeri de Comunicacions marroquí va respondre prohibint tant Le Journal com Assahifa Al Ousbouia, encara que aquest últim no havia publicat l'entrevista en qüestió. Un portaveu del Ministeri va indicar que les raons de la prohibició dels diaris van ser els "excessos en [la seva] línia editorial referent a la qüestió de la integritat territorial del Marroc" i "connivència amb interessos estrangers". Després de les protestes dels governs estrangers i les ONG, però, els papers van tornar a editar-se.
El conflicte amb el govern va donar publicitat i publicitat popular als diaris de Jamaï, i els ingressos per publicitat es van incrementar substancialment durant els següents mesos. Al novembre, però, el diari va editar una carta que implicava diversos polítics socialistes, entre ells el llavors primer ministre Abderrahmane Youssoufi, en una conspiració en 1972 per assassinar Hassan II. Els diaris van ser novament prohibits. Al Congrés de gener de 2001 de la Federació Internacional de Drets Humans a Casablanca, Jamaï va prendre la paraula per anunciar amb aplaudiments dels delegats que anava a iniciar una vaga de fam fins que els seus diaris deixessin d'estar prohibits.
Després d'una altra ronda de protestes internacional, incloent una pregunta sobre la prohibició del canceller d'Alemanya Gerhard Schroeder amb motiu de la visita d'estat del Youssoufi a Alemanya, el govern va cedir, i els diaris foren novament reimpresos.
En 2006, en el seu informe de la controvèrsia sobre Caricatures de Mahoma al periòdic Jyllands-Posten, en què un diari danès va publicar diverses caricatures del profeta musulmà Mahoma, cosa que va provocar la ira generalitzada en el món musulmà, Le Journal va publicar una versió difuminada d'una de les caricatures. Llavors les oficines del periòdic van ser llavors el blanc d'una sèrie de protestes, orquestrades pel govern nacional segons Jamaï.

## Demanda per difamació de Binaissa
En el moment de la primera prohibició dels diaris l'abril de 2000, el canceller Mohamed Benaissa va presentar una demanda per difamació contra Jamaï i un altre editor dels seus diaris, Ali Amar, per a una sèrie d'articles de 1999 on s'afirmava que se n'havia aprofitat de la venda d'una residència oficial durant el seu mandat com ambaixador als Estats Units. Jamaï va especular després que Benaissa "estava esperant un senyal" per atacar els diaris i que va veure la seva oportunitat després de l'anunci de la prohibició. En 2001 la parella va ser trobada culpable i condemnats a pagar una indemnització de 2 milions dirhams (US $ 200.000). A més, Jamaï va ser condemnat a tres mesos de presó, i Amar a dos mesos. Reporters Sense Fronteres va trucar immediatament per al ministre de Justícia marroquí per revocar el veredicte, afirmant que les "multes no havien de ser utilitzades per les autoritats per tal d'aturar l'aparició o la publicació d'un mitjà de comunicació".
Hi van seguir altres demandes i l'any 2006 els deutes de Jamaï van ascendir a més d'1,5 milions US$ en multes, danys, i impostos endarrerits. El 2002, Jamaï va ser informat per una sèrie d'empreses que s'havien anunciat anteriorment en el seu diaris que havien estat pressionats pel govern perquè no ho fessin. Jamaï especulà a un entrevistador que a l'adonar-se que no podien aturar-lo directament sense la pressió internacional, el que buscaven ara era la seva fallida econòmica.
En 2006 Jamaï va perdre una altra demanda per difamació contra Claude Moniquet, director del think tank de Brussel·les European Strategic Intelligence and Security Center; Jamaï l'havia descrit en un informe seu sobre el Front Polisario com a "tele-guiat pel palau real", i se li va ordenar pagar una multa d'US$360,000. Reporters sense Fronteres (RSF) va qualificar el judici com "políticament motivat i injust", i va dir que podria ser un "cop mortal" a la revista setmanal. Un cosí del príncep Mohammed, Moulay Hicham Ben Abdallah, es va oferir a pagar els deutes legals de Jamaï, però Jamaï es va negar, dient que "preferiria obligar el règim deixar-lo publicar només o estar exposat a silenciar-lo". Després Jamaï va renunciar als seus diaris i va viatjar als EUA, treballant com a professor a la Universitat de San Diego durant tres anys. Va tornar al Marroc el 2009.
Davant els creixents deutes i un boicot publicitari, Le Journal deixà de publicar-se en 2010. El 16 de febrer de 2010 els oficials de justícia va arribar amb una ordre judicial que el diari havia de cessar la publicació. Jamaï va anunciar a una multitud fora de l'oficina que deixava el periodisme, perquè "el periodisme seriós s'havia tornat impossible al Marroc actual".

## Lakome.com
Quan esclataren les protestes marroquines de 2011-2012 inspirades en la primavera àrab, però, Jamaï va començar un servei de notícies basat en la web Lakome.com. El web tenia poc personal i se centrava en informar sobre esdeveniments polítics arreu del Marroc. A l'abril de 2011, va ser el quart lloc més visitat al Marroc.

## Vida personal
Aboubakr Jamaï està casat amb Leïla Aït Hmitti. Malgrat ser un "ferotge defensor" de la Separació entre l'Església i l'Estat, és un musulmà devot.

## Premis i reconeixements
El 2003, el Comitè de Protecció de Periodistes va concedir Jamaï el seu Premi Internacional de Llibertat de Premsa, "un reconeixement anual de periodisme valent".
A l'any següent, va passar un semestre a la Universitat Yale en els EUA com un Yale World Fellow. Fou nomenat Nieman Fellow de la Universitat Harvard en 2007, i en 2010, l'Associació Mundial de Diaris i Editors de Premsa li va concedir el premi Gebran Tueni, establert en honor de l'editor i advocat de la llibertat de premsa libanès assassinat del mateix nom.